# Gentleman Jack
Gentleman Jack ist eine britisch-US-amerikanische Dramaserie, die von Sally Wainwright konzipiert, geschrieben, produziert und inszeniert wird. Sie handelt von der im 19. Jahrhundert lebenden Anne Lister (dargestellt von Suranne Jones), einer englischen Gutsbesitzerin und Industriellen. Die Serie, die ursprünglich wie ihr Wohnsitz Shibden Hall heißen sollte, basiert auf den Tagebüchern von Lister, die einen Umfang von über vier Millionen Wörtern haben und von ihr in einem geheimen Code verfasst wurden. Gentleman Jack wurde erstmals am 22. April 2019 bei HBO in den Vereinigten Staaten ausgestrahlt. Außerdem im Vereinigten Königreich auf BBC One, Erstausstrahlung am 19. Mai 2019 und im deutschsprachigen Bereich über Sky 1 HD.
Bereits nach der Ausstrahlung der ersten Episode im Mai 2019 mit 5,1 Millionen Zuschauern verlängerte BBC die Serie um eine zweite Staffel, die ab dem 10. April 2022 in Großbritannien ausgestrahlt wurde.

## Handlung
Die Serie basiert auf dem Leben von Anne Lister, einer englischen Landbesitzerin, Industriellen, Tagebuchautorin, Bergsteigerin und Reisenden aus Yorkshire. Sie hat ihr ganzes Leben sehr ausführlich in ihren Tagebüchern festgehalten, darunter auch ihre lesbischen Beziehungen, ihre finanziellen Sorgen, ihre industriellen Aktivitäten und ihre Arbeit zur Verbesserung von Shibden Hall in West Yorkshire. Lister wird wegen ihrer klaren Selbsterkenntnis und ihres offen lesbischen Lebensstils oft als „die erste moderne Lesbe“ bezeichnet.
Die Serie spielt um die Zeit, als Lister, von ihren Freundinnen auch „Fred“ genannt, Ann Walker kennenlernt und eine Beziehung mit ihr eingeht. Zur gleichen Zeit beschließt sie, auf ihrem Land Kohle abzubauen, was von den örtlichen Industriellen, den Brüdern Rawson, nicht gern gesehen wird. Sie besitzen das Nachbargrundstück und haben heimlich angefangen, unterirdisch Kohle von Lister zu stehlen.

## Besetzung und Synchronisation
Die deutsche Synchronfassung wurde von der VSI Synchron GmbH erstellt. In der ersten Staffel war Marianne Groß für die Dialogbücher und die Dialogregie zuständig. In der zweiten Staffel teilte sich Groß die Dialogbücher mit ihrem Mann Lutz Riedel und ihrer Tochter Sarah Riedel. Sarah Riedel führte zudem zusammen mit Lilli-Hannah Hoepner die Dialogregie.

### Hauptbesetzung
| Rolle                | Schauspieler    | Synchronsprecher         |
| -------------------- | --------------- | ------------------------ |
| Anne Lister          | Suranne Jones   | Marion Musiol            |
| Ann Walker           | Sophie Rundle   | Lydia Morgenstern        |
| Marian Lister        | Gemma Whelan    | Sarah Riedel             |
| Aunt Anne Lister     | Gemma Jones     | Marianne Groß            |
| Jeremy Lister        | Timothy West    | Friedrich Georg Beckhaus |
| Elizabeth Cordingley | Rosie Cavaliero | Heide Domanowski         |
| Eliza Priestley      | Amelia Bullmore | Cathlen Gawlich          |
| Samuel Washington    | Joe Armstrong   | Marcel Collé             |
| Thomas Sowden        | Tom Lewis       | Ozan Ünal                |

### Nebenbesetzung
| Rolle                | Schauspieler      | Synchronsprecher  |
| -------------------- | ----------------- | ----------------- |
| Caroline Walker      | Stephanie Cole    | Luise Lunow       |
| James Holt           | George Costigan   | Tobias Lelle      |
| Eugénie Pierre       | Albane Courtois   | Nora Moltzen      |
| Joseph Booth         | Ben Hunter        | Oskar Räuker      |
| William Priestley    | Peter Davison     | Helmut Gauß       |
| Jeremiah Rawson      | Shaun Dooley      | Lutz Schnell      |
| Christopher Rawson   | Vincent Franklin  | Torsten Michaelis |
| Mr. Parker           | Bruce Alexander   | Lutz Riedel       |
| Marianna Lawton      | Lydia Leonard     | Carolina Vera     |
| Vere Hobart          | Jodhi May         | Marie Bierstedt   |
| Elizabeth Sutherland | Katherine Kelly   | Katrin Fröhlich   |
| Catherine Rawson     | Emma Paetz        | Maximiliane Häcke |
| Captain Sutherland   | Derek Riddell     | Thomas Nero Wolff |
| Königin von Dänemark | Sofie Gråbøl      | Dascha Lehmann    |
| Mrs. Rawson          | Sylvia Syms       | Beate Gerlach     |
| Mrs. Sutherland      | Veronica Clifford | Irmelin Krause    |

## Episodenliste

### Staffel 1
| Nr. (ges.) | Nr. (St.) | Deutscher Titel            | Originaltitel                                | Erstveröffentlichung USA | Deutschsprachige Erstausstrahlung (D-A-CH) | Regie            | Drehbuch         |
| --- | --------- | -------------------------- | -------------------------------------------- | ------------------------ | ------------------------------------------ | ---------------- | ---------------- |
| 1 | 1         | Sie ist zurück             | I Was Just Passing                           | 22. Apr. 2019            | 29. Jan. 2020                              | Sally Wainwright | Sally Wainwright |
| Im Jahr 1832 kehrt die weltgewandte Anne Lister nach Halifax in West Yorkshire zurück, nachdem ihre frühere Liebhaberin Vere Hobart sie verlassen hat, um einen Mann zu heiraten. Als sie die Verwaltung des Stammsitzes ihrer Familie, Shibden Hall, übernimmt, stellt sie fest, dass das Anwesen nicht nur vernachlässigt wurde und die Mieten nicht eingetrieben wurden, sondern dass sich auf dem Gelände auch beträchtliche Kohlevorkommen befinden, die mit großem Gewinn abgebaut werden könnten. Durch eine zufällige Begegnung lernt sie die schüchterne, aber wohlhabende Erbin Ann Walker kennen, die in der Nähe wohnt. |           |                            |                                              |                          |                                            |                  |                  |
| 2 | 2         | Ein pittoreskes Sommerhaus | I Just Went There To Study Anatomy           | 29. Apr. 2019            | 29. Jan. 2020                              | Sally Wainwright | Sally Wainwright |
| Anne Lister beginnt Ann Walker den Hof zu machen, was in dieser Zeit ein Wagnis ist. Lister muss auch weiter mit den Rawson-Brüdern um ihre Kohlevorkommen kämpfen und nimmt die Hilfe von Mr. Washington (ein Landverwalter) in Anspruch, um ihr Geld zu bekommen. John Booth (Gärtner bei den Listers) erfährt, dass Eugénie, Anne Listers neues Dienstmädchen, unerwartet schwanger ist. Er beschließt, ihr zu helfen, ihr Geheimnis zu verbergen. Nachdem sie der Hochzeit von Vere Hobart beigewohnt hat, zieht Anne Lister einen Schlussstrich unter diese Beziehung und sucht Ann Walker im Lake District auf. |           |                            |                                              |                          |                                            |                  |                  |
| 3 | 3         | Ach, so nennen Sie das?    | Oh Is That What You Call It?                 | 6. Mai 2019              | 5. Feb. 2020                               | Sarah Harding    | Sally Wainwright |
| Die Beziehung von Anne und Miss Walker entwickelt sich langsam zu einer intimen Beziehung. Anne schlägt Miss Walker eine Zukunft vor, in der sie als Ehepaar zusammenleben. Miss Walker antwortet, dass sie sechs Monate warten sollten, bevor sie sich binden. Die Rawson-Brüder versuchen, Anne mit einem zu niedrigen Angebot im Kohlegeschäft auszustechen. Mr. Booth schlägt Eugénie die Ehe vor, um ihre Ehre zu schützen. Marian fühlt sich machtlos und droht ihrer Schwester, sie werde einen Mann heiraten, um einen männlichen Erben zu zeugen und den Besitz von Shibden anzufechten. Als Anne feststellt, dass Sam Sowden, einer ihrer Pächter, der mit ihr in der Kohlenmine arbeitet, betrunken zur Arbeit erschienen ist, entlässt sie ihn. Sowdens betrunkene Drohungen zwingen seinen Sohn Thomas, ihn nach Hause zu bringen und zu fesseln. Später tötet Thomas seinen brutalen Vater und verfüttert ihn an die Schweine der Familie. |           |                            |                                              |                          |                                            |                  |                  |
| 4 | 4         | Die Reise nach York        | Most Women Are Dull and Stupid               | 13. Mai 2019             | 5. Feb. 2020                               | Sarah Harding    | Sally Wainwright |
| Mrs. Priestly macht sich große Sorgen über Anns neu aufkeimender Liebe zu Anne Lister. Anne hat weiterhin mit den Brüdern Rawson zu tun und kämpft darum, das zurückzubekommen, was sie ihr gestohlen haben. Nach einem Heiratsantrag des frisch verwitweten Reverend Ainsworth muss Ann eine Entscheidung treffen. Eugénie erleidet eine Fehlgeburt und löst ihre Verlobung mit John Booth auf, sehr zu dessen Bestürzung. Thomas fürchtet um seine Pacht und verschleiert seiner Familie und anderen Personen gegenüber, den Tod seines Vaters. |           |                            |                                              |                          |                                            |                  |                  |
| 5 | 5         | Drei sind einer zu viel    | Let's Have Another Look at Your Past Perfect | 20. Mai 2019             | 12. Feb. 2020                              | Jennifer Perrott | Sally Wainwright |
| Pastor Thomas Ainsworth reist nach Halifax und ist an Ann Walker interessiert. Als sie von Ainsworths Ankunft erfährt, macht sich Miss Lister auf, um auf ihre Weise mit ihm fertig zu werden. Während Anne Lister Miss Walker einen Heiratsantrag macht, verbreitet Mrs. Priestley gegenüber Miss Parkhill bösartige Gerüchte über Anne Listers Charakter und darüber, dass sie lesbisch sei, was letztlich zum Nachteil von Ann Walker führt. Thomas Sowdens Mutter kommt hinter das mysteriöse Verschwinden ihres Mannes Sam Sowden. Ann Walker kämpft und ringt darum, ihr Verlangen nach Anne Lister mit den Erwartungen ihrer Familie und ihrem Glauben in Einklang zu bringen, was schließlich dazu führt, dass sie Anne vehement meidet. Um Lister von Walker fernzuhalten und sie daran zu hindern, Anns Geld zu nehmen, um ihre Kohle selbst abzubauen, schickt Christopher Rawson einen Schläger, der Anne verprügelt und einschüchtert.      |           |                            |                                              |                          |                                            |                  |                  |
| 6 | 6         | Tun Ladys so etwas         | Do Ladies Do That?                           | 27. Mai 2019             | 12. Feb. 2020                              | Jennifer Perrott | Sally Wainwright |
| Anne kehrt nach Shibden zurück, nachdem sie verprügelt wurde, sie ist auch traurig über den Verlust von Ann. Thomas Sowden macht Suzannah Washington den Hof, obwohl er sie aus Standesgründen nicht heiraten darf. Ann Walkers geistiger Zustand verschlechtert sich zusehends, da sie damit kämpft, ihre Homosexualität mit ihrem religiösen Glauben in Einklang zu bringen. Anne kämpft mit ihrem Wunsch, Ann zu helfen und gleichzeitig ihre Kohlegeschäfte unter einen Hut zu bringen. John Abbott wird zweimal zum Tee nach Shibden eingeladen, aber Anne weigert sich jedes Mal, ihn zu treffen, sehr zum Leidwesen von Marian. Anne schreibt an Anns Schwester und ihren Mann in Schottland, die beschließen, dass Ann bei ihnen bleiben soll. Anne fleht Ann an, bei ihr zu bleiben, um sich zu erholen. Bevor Ann abreist, lehnt sie Anns Heiratsantrag noch einmal ab.                                                                        |           |                            |                                              |                          |                                            |                  |                  |
| 7 | 7         | Freddie, Charles und Mary  | Why've You Brought That?                     | 3. Juni 2019             | 19. Feb. 2020                              | Sally Wainwright | Sally Wainwright |
| Thomas Sowden besucht Suzannahs Vater und hält um ihre Hand an. Anne konfrontiert Christopher Rawson wegen seiner respektlosen Behandlung von Marian. Anne bietet die Besitzurkunden von Shibden als Hypothek an und nimmt einen Kredit auf, um die Erschließung einer neuen Kohlegrube zu finanzieren. Ihre frühere Geliebte Marianna Lawton schließt sich ihr in London an. Anne ist untröstlich über Ann Walkers Zurückweisung und fleht Marianna an, ihren Mann zu verlassen und zu ihr nach Shibden zu ziehen. Unglücklich und allein, setzt Anne ihre Reise nach Paris fort. In der Zwischenzeit verschlechtert sich Ann Walkers geistiger Zustand weiter, während sie in Schottland bei ihren Verwandten wohnt, und sie verletzt sich schwer an der Hand, als sie ein Glas zerbricht. |           |                            |                                              |                          |                                            |                  |                  |
| 8 | 8         | Redest du immer noch?      | Are You Still Talking?                       | 10. Juni 2019            | 19. Feb. 2020                              | Sally Wainwright | Sally Wainwright |
| Das Ausheben der Kohlengrube stößt auf unerwartete finanzielle Probleme, wodurch der Besitz von Shibden Hall in Gefahr gerät. Während Anne sich in Kopenhagen amüsiert und mit dem königlichen Hof verkehrt, wird sie nach Hause gerufen, nachdem sie einen Brief erhalten hat, in dem ihr mitgeteilt wird, dass ihre Tante Anne möglicherweise an Wundbrand stirbt. Währenddessen verlässt Ann Walker Schottland, sehr zum Leidwesen von Captain Sutherland. Ann Walker trifft sich mit Anne Lister und erklärt, dass sie bereit ist, sie zu heiraten. Lister nimmt Walker mit in die Kirche, wo sie gemeinsam das Sakrament empfangen, und Ann stimmt zu, in Shibden Hall einzuziehen. In der Zwischenzeit heiratet Thomas Sowden Suzannah Washington. Durch die Anwesenheit seines Onkels bei der Hochzeit erfährt Washingtons Vater jedoch, dass der Onkel keinen Brief geschrieben hatte, in dem stehen sollte, dass Sam nach Amerika gezogen war.  |           |                            |                                              |                          |                                            |                  |                  |

### Staffel 2
| Nr. (ges.) | Nr. (St.) | Deutscher Titel                     | Originaltitel                                | Erstveröffentlichung USA | Deutschsprachige Erstausstrahlung (D-A-CH) | Regie           | Drehbuch         |
| ---------- | --------- | ----------------------------------- | -------------------------------------------- | ------------------------ | ------------------------------------------ | --------------- | ---------------- |
| 9          | 1         | Vertrauen ist alles                 | Faith is All                                 | 10. Apr. 2022            | 5. Aug. 2022                               | Edward Hall     | Sally Wainwright |
| 10         | 2         | Zwei Jacks sind einer zu viel       | Two Jacks Don't Suit                         | 17. Apr. 2022            | 5. Aug. 2022                               | Edward Hall     | Sally Wainwright |
| 11         | 3         | Ein entzückendes Arrangement        | Tripe All Over the Place, Presumably         | 24. Apr. 2022            | 10. Aug. 2022                              | Edward Hall     | Sally Wainwright |
| 12         | 4         | Ich bin nicht die Andere            | I'm Not the Other Woman, She Is              | 1. Mai 2022              | -                                          | Amanda Brotchie | Sally Wainwright |
| 13         | 5         | Um Haaresbreite                     | A Lucky and Narrow Escape                    | 8. Mai 2022              | -                                          | Amanda Brotchie | Sally Wainwright |
| 14         | 6         | Nur ein Meteor in deinem Leben      | I Can Be as a Meteor in Your Life            | 15. Mai 2022             | -                                          | Fergus O’Brien  | Sally Wainwright |
| 15         | 7         | Was hat das Ganze mit Jesus zu tun? | What's All That Got to Do with Jesus Though? | 22. Mai 2022             | -                                          | Fergus O’Brien  | Sally Wainwright |
| 16         | 8         | Es ist nicht illegal                | It's Not Illegal                             | 29. Mai 2022             | -                                          | Fergus O’Brien  | Sally Wainwright |

## Rezeption
Die erste Staffel der Serie konnte 90 Prozent der Kritiker bei Rotten Tomatoes überzeugen (Stand 12. März 2020).